# Okręg Pithiviers
Okręg Pithiviers (fr. Arrondissement de Pithiviers) – okręg w środkowej Francji. Populacja wynosi 60 200.

## Podział administracyjny
W skład okręgu wchodzą następujące kantony:
- Beaune-la-Rolande,
- Malesherbes,
- Outarville,
- Pithiviers,
- Puiseaux.